# Ірен Чефаро
Ірен Чефаро  (італ. Irene Cefaro; *31 серпня 1935, Рим) — італійська акторка.

## Життєпис
Народилася в Римі. У 1952 році Чефаро виграла конкурс краси «Міс Рим» і майже відразу ж вона привернула інтерес продюсерів, дебютувала в кіно у фільмі «Il maestro di Don Giovanni» (1953). Протягом декількох років вона отримала помітні ролі у фільмах знаменитого режисера Федеріко Фелліні, Карло Луцціані, Джузеппе Де Сантіса, Луїджі Коменчіні і Раффаелло Матараццо. 
Ірен Чефаро передчасно пішла з кіно в кінці 1950-х, щоб присвятити себе своїй сім'ї.

## Фільмографія
- Il maestro di Don Giovanni (1953)
- Delirio (1954)
- Guai ai vinti (1954)
- Cronache di poveri amanti (1954)
- Шахраї / Il bidone (1955)
- Destinazione Piovarolo (1955)
- Bravissimo (1955)
- Uomini e lupi (1956)
- Mariti in città (1957)
- L'uomo dai calzoni corti (1958)
- L'ultima canzone (1958)
- Le donne ci tengono assai (1959)

## Джерело
- Ірен Чефаро на сайті IMDb (англ.)